# Crank It Up
Crank It Up – drugi singiel wokalistki Ashley Tisdale pochodzący z jej drugiego albumu Guilty Pleasure. 

## Nagranie
Piosenka została nagrana w 2008 roku. Znajduje się na 13 pozycji w albumie muzycznym. Jego producentami są Niclas Molinder, Joacim Persson, Johan Alkenäs, David Jassy. Piosenka na płycie została wykonana wraz z muzykiem David Jassy.

## Teledysk
Teledysk został nagrany w studiu w West Hollywood, w dniach 28-30 września 2009. Jego premiera nastąpiła 5 października 2009 w niemieckim programie muzycznym VIVA.